# Rudolf Hlobil

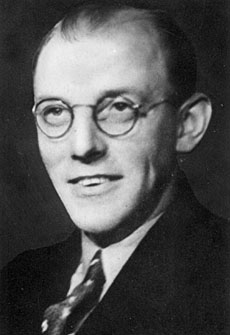
Rudolf Hlobil

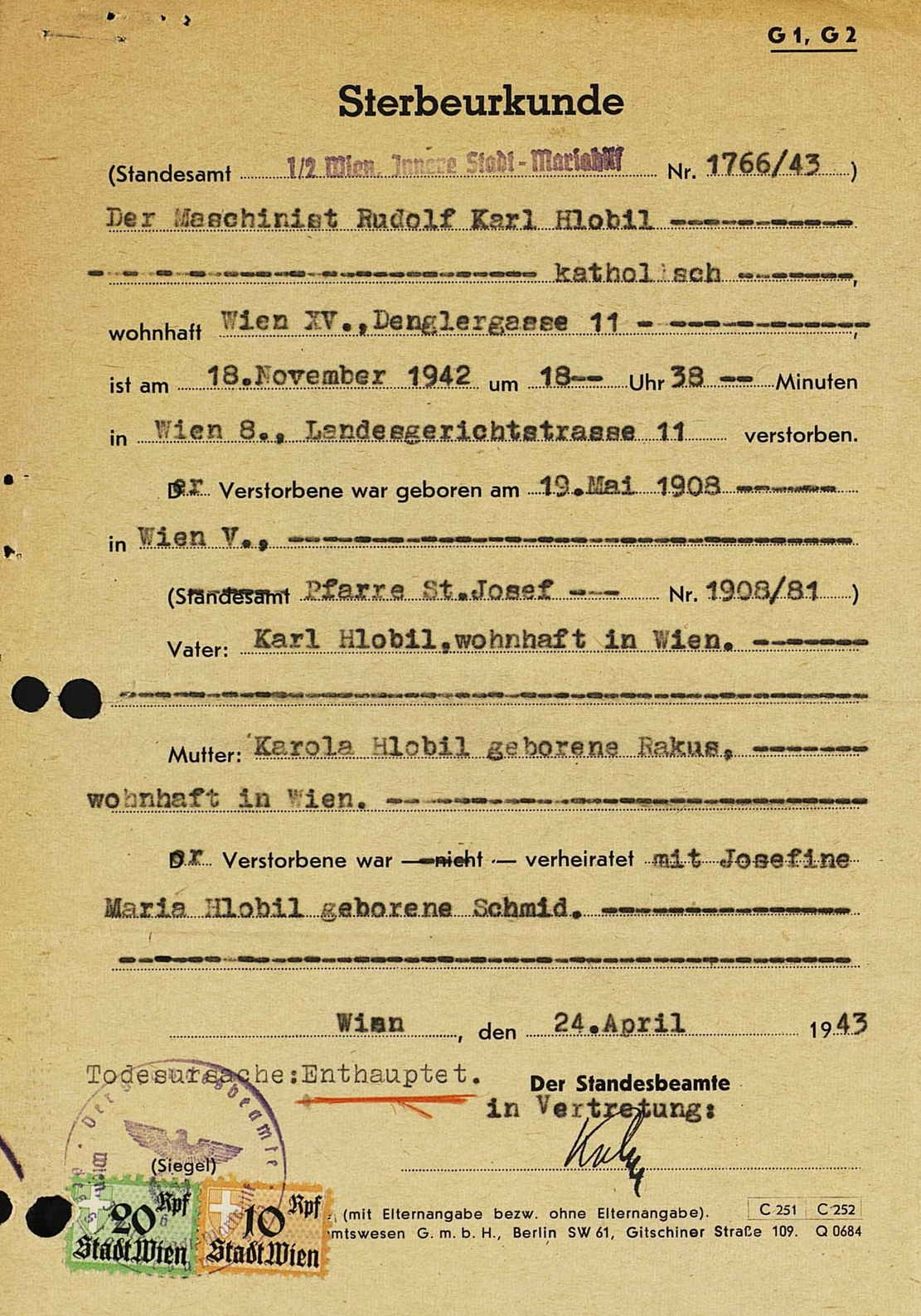
Sterbeurkunde

Rudolf Karl Hlobil (* 19. Mai 1908 in Wien; † 18. November 1942 ebenda) war ein österreichischer Arbeiter und Gegner des Nationalsozialismus.

## Familie und politischer Hintergrund
Die Eltern waren Karl und Karola, geborene Rakus. Er war verheiratet mit Josefine Maria, geborene Schmid. Im sozialdemokratischen Umfeld sozialisiert, schloss er sich 1924 der Sozialistischen Arbeiterjugend an. 1926 trat der gelernte Maschinist der Sozialdemokratischen Partei Österreichs (SPÖ) bei. Ab 1928 war er Mitglied des Republikanischen Schutzbunds und der Freien Gewerkschaft.

## Kommunistischer Widerstand
1938, nach dem Anschluss, trat er in die verbotene Kommunistische Partei (KPÖ) ein und beteiligte sich am Widerstand der KPÖ-Bezirksorganisation Wien-Floridsdorf.
Hlobil arbeitete im Gaswerk Leopoldau, gründete und leitete dort eine Betriebszelle der KPÖ. Durch das Sammeln von Geld für die Rote Hilfe und für die KPÖ-Bezirksorganisation fiel er der Gestapo auf.

## Verhaftung und Ende
Am 22. Juni 1941 wurde er von der Gestapo verhaftet, am 28. September 1942 wegen Vorbereitung zum Hochverrat zum Tode verurteilt und mit sechs anderen Mitverurteilten am 18. November 1942, 18.38 Uhr, nach Ablehnung seines Gnadengesuchs, im Landesgericht Wien unter dem Fallbeil hingerichtet.
Im Urteil heißt es:

„Die eingesammelten Mitgliedsbeiträge, angeblich bis zu 40.– RM im Monat, lieferte er an die jeweiligen Bezirksleiter ab … Hlobil hat den Sachverhalt in der Hauptverhandlung zu bestreiten versucht und vorgebracht, nur für verhaftete ihm persönlich bekannte Marxisten gesammelt und ihnen die Beträge auch ausgehändigt zu haben.“

## Gedenkorte und Erinnerung
- Gedenkstein mit seinem Namen und denen weiterer neun Opfer auf dem Gelände des Gaswerks Simmering, Wien 11., Eyzinggasse 12, gestiftet vom Betriebsrat der Wiener Gaswerke, eingeweiht am 30. Oktober 1945, 1968 renoviert und umgestaltet,[2] Anmeldung zur Besichtigung bei den Wiener Netzen.
- Gedenktafel mit seinem Namen im ehemaligen Hinrichtungsraum (heute Weiheraum) des Landesgerichts für Strafsachen Wien.[3]
- Grabstein auf dem Wiener Zentralfriedhof, Gruppe 40, Reihe 31, Grab 64.